# Conseil de l'oblast de Transcarpatie
8e
Le Conseil de l'oblast de Transcarpatie est une assemblée élue de l'oblast de Transcarpatie. Elle possède 64 membres. Elle ne possède pas d'initiative législative. La durée de chaque législature est de cinq ans.

## Composition
| Législature | Élection        | Composition | Composition                                                                                       | Président                         |
| ----------- | --------------- | ----------- | ------------------------------------------------------------------------------------------------- | --------------------------------- |
| 7e          | 25 octobre 2015 |             | Composition : - KAB (19) - BBP (15) - R (uk) (11) - KMKSZ (8) - VOB (7) - OB (4)                  | Mykhailo Rivis                    |
| 8e          | 25 octobre 2020 |             | Composition : - RZ (12) - SN (11) - VOB (8) - KMKSZ (8) - KAB (7) - ES (6) - ZM (en) (6) - OP (6) | Oleksii Petrov Volodymyr Chubirko |